# 小刚毛菝葜
小刚毛菝葜（学名：Smilax kwangsiensis var. setulosa）为百合科菝葜属下的一个变种。

## 扩展阅读
- 維基物種上的相關：小刚毛菝葜